# 매리오 랜저
매리오 랜저(영어: Mario Lanza 매리오 랜저[*], 이탈리아어: Mario Lanza 마리오 란차[*], 본명: 앨프리도 아널드 카카저, 본명 영어: Alfredo Arnold Cocozza, 1921년 1월 31일 ~ 1959년 10월 7일)는 미국의 테너 성악가, 대중가수이며, 뮤지컬배우 겸 영화배우이다.

## 주요 이력
- 1942년 테너 성악가 데뷔.
- 1943년 가수 데뷔.
- 1943년 뮤지컬배우 데뷔.
- 1944년 미국 영화 《Winged victory》의 단역을 통하여 영화배우 데뷔.

## 유명세
보통적으로 그는 멕시코 남성 싱어송라이터 아구스틴 라라(Agustin Lara)의 오리지널 원곡 리바이벌하여 히트한 《Granada》라는 노래 작품이 히트한 가수로도 널리 잘 알려져 있으며 미국 남성 가수 겸 작사가 앨 졸슨(Al Jolson)의 오리지널 원곡을 리바이벌하여 히트한 《Drink, drink, drink》라는 노래 작품이 모두 대중적으로 히트한 가수로도 널리 잘 알려져 있다.